# بدلی
بدلی دادن یکی از عنعنات افغانستان می‌باشد. این سنن عبارت از تبادل دختر با دختر می‌باشد؛ یعنی شخصی با دختر فامیل ازدواج می‌کند و در عوض دختر فامیل خودرا به نکاح یکی از اعضا فامیل مقابل در می‌آورند. این سنن یکی از عنعنات نا پسندیده بوده در بسیاری مواقع باخود عواقب وخیم را در پیش می‌داشته باشد. در بسیار مواقع دختران در کوچکی به این منظور نامزد می‌شوند. که مخالف اراده این گونه دختران می‌باشد.